# Yuri Romanenko
Yuri Viktorovich Romanenko (en ruso: Ю́рий Ви́кторович Романе́нко; nacido el 1 de agosto de 1944) es un ex cosmonauta soviético, dos veces Héroe de la Unión Soviética (16 de marzo de 1978 y 26 de septiembre de 1980). A lo largo de su carrera, Yuri Romanenko pasó un total de 430 días 20 horas 21 minutos 30 segundos en el espacio y 18 horas en caminatas espaciales. En 1987 fue residente de la estación espacial Mir, despegando en Soyuz TM-2 y aterrizando a bordo de Soyuz TM-3. Permaneció en Mir un total de 326 días, que fue la estadía más larga en el espacio en ese momento. Su hijo, Roman Romanenko, también es cosmonauta y se convirtió en el tercer viajero espacial de segunda generación en el vuelo Soyuz TMA-15 en mayo de 2009.

## Primeros años
Yuri Romanenko nació el 1 de agosto de 1944 en el pueblo de Koltubanovskiy en el óblast de Oremburgo, Unión Soviética. Su padre era un alto comandante en barcos militares y su madre era médica de combate. Más tarde, su familia se mudó a Kaliningrado, donde se graduó de una escuela secundaria en 1961. Sus pasatiempos en la escuela incluían la construcción de modelos de aviones y barcos, el boxeo, el tiro y la pesca submarina. Después de la escuela, trabajó brevemente como cerrajero y constructor. En 1962 se matriculó en la Escuela Superior de la Fuerza Aérea de Chernigov, Ucrania y se graduó con honores en 1966. Después de graduarse, permaneció en la Escuela, entrenando a los estudiantes y practicando como candidato a cosmonauta. Fue autorizado para vuelos espaciales en 1970, entre solo otros 16 cosmonautas.

## Misiones espaciales

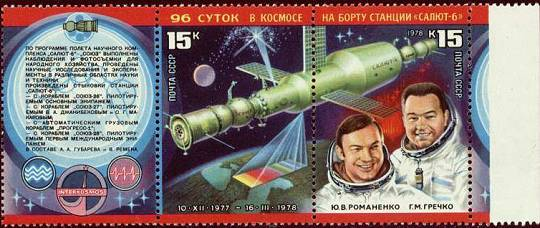
Los cosmonautas de la URSS Romanenko y Grechko

Su primer vuelo fue el 10 de diciembre de 1977, en la Soyuz 26 a la estación espacial Salyut 6. Una tripulación de dos hombres estaba formada por Romanenko como comandante de vuelo y Georgi Grechko como ingeniero. Pasaron 96 días y 10 horas en la órbita, conociendo Soyuz 27, Soyuz 28 y Progress 1. Durante la misión, Romanenko realizó una caminata espacial de una hora y media de duración.
En su segunda misión el 18 de septiembre de 1980, junto al primer cosmonauta cubano Arnaldo Tamayo Méndez, Romanenko voló la Soyuz 38 hasta la Salyut 6 y regresó 7 días después. Con este vuelo, Méndez se convirtió en el primer hispanohablante y primer afrodescendiente en el espacio.
El tercer y último vuelo de Romanenko fue en Soyuz TM-2 con Aleksandr Laveykin el 6 de febrero de 1987 a la estación Mir. Durante esa misión, Romanenko pasó 326 días a bordo de la Mir, que fue la estadía más larga en el espacio en ese momento. Realizó tres caminatas espaciales, el 11 de abril, el 11 de junio y el 16 de junio de 1987, con una duración total de 8 h 48 min. Regresó a la Tierra el 29 de diciembre de 1987, en Soyuz TM-3.
Romanenko se retiró de los vuelos en 1988 y se convirtió en el director del programa Buran, que era una alternativa soviética al transbordador espacial. El programa completó un vuelo en 1988 y fue cancelado en 1993.

## Accidentes
Mientras trabajaba en la estación Salyut 6 en 1977, Grechko y Romanenko tuvieron que realizar caminatas espaciales a voluntad para inspeccionar el daño potencial en la estación que impidió el acoplamiento de Soyuz 25 . En algún momento, ambos estaban en sus trajes de caminata espacial en la esclusa de aire. Romanenko se preparó para una caminata espacial y empujó contra la pared que volaba afuera, pero olvidó colocar su cordón de seguridad. Grechko logró agarrar el cable con una mano, deteniendo a Romanenko. Este accidente fue dramatizado en la prensa debido a la broma de Grechko que insinuaba que Romanenko estaba al borde de la muerte. Sin embargo, los cables eléctricos que conectan a Romanenko sin duda le habrían impedido salir de la estación espacial.

## Premios
Durante su carrera fue premiado:
- Dos Veces Héroe de la Unión Soviética (16 de marzo de 1978 y 26 de septiembre de 1980);
- Piloto-Cosmonauta de la URSS ;
- Tres Órdenes de Lenin (1978, 1980 y 1987);
- Orden de la Estrella Roja (1976);
- Medalla "Al mérito en la exploración espacial" (Federación de Rusia);
- Héroe de la República Socialista Checoslovaca (1978);
- Héroe de la República de Cuba (1980);
- Orden "Madara Horseman" (República Socialista Búlgara);
- Orden de Klement Gottwald (República Socialista Checoslovaca);
- Medalla "Por el Fortalecimiento de la Cooperación Militar" (República Socialista Checoslovaca).[1][7]

## Rangos y habilidades militares
Romanenko es un piloto profesional. Voló Yak-18, L-29, Mig-15, Mig-17 y Mig-21, y realizó 39 saltos en paracaídas. Su progresión militar fue:
- Teniente (27 de octubre de 1966)
- Capitán (3 de febrero de 1971)
- Mayor (21 de febrero de 1974)
- Teniente Coronel (14 de diciembre de 1976)
- Coronel (17 de marzo de 1978)
- Dado de baja del servicio militar el 2 de octubre de 1995, por haber alcanzado el límite de edad.[7]

## Vida personal

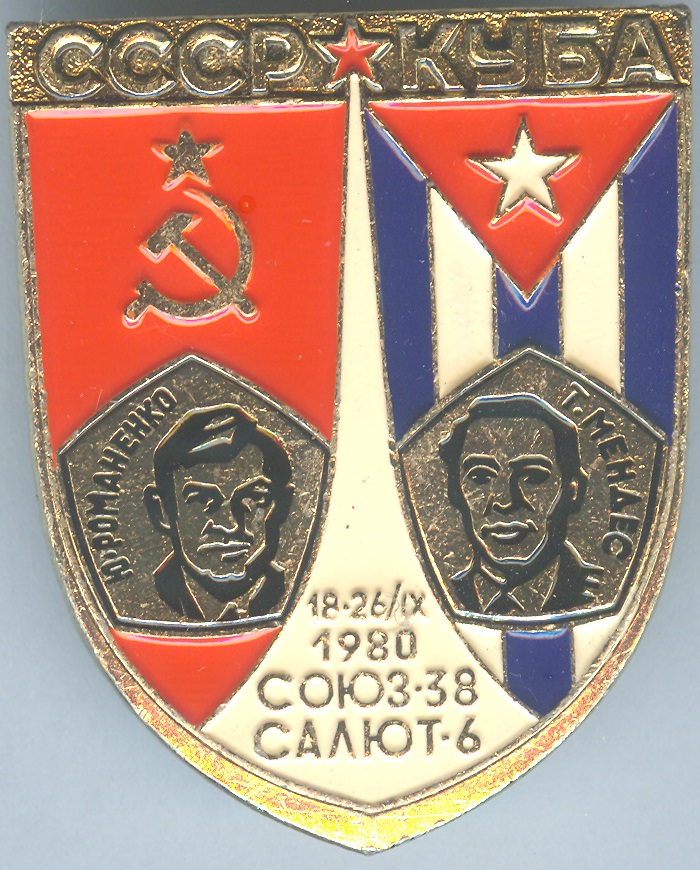
Insignia: Romanenko (URSS) y Méndez (Cuba) en la nave espacial Soyuz-38 en 1980.

Romanenko tiene un medio hermano, Vladimir (nacido en 1940), y una hermana, Olga (nacida en 1954). Está casado y tiene dos hijos, Roman (nacido el 9 de agosto de 1971) y Artem (nacido el 17 de mayo de 1977). Roman es un cosmonauta que voló como comandante de la misión Soyuz TMA-15.
Durante la mayor parte de su vida, Yuri Romanenko estuvo interesado en la pesca submarina y otras actividades acuáticas. En el espacio, comenzó a componer y cantar sus propias canciones. Luego del vuelo Romanenko-Méndez y retiro de Romanenko en 1988, él y su familia fueron invitados a Cuba, donde fue recibido personalmente por Fidel Castro. Al saber que Romanenko era aficionado a la caza y la pesca submarina, Castro había organizado una gira social y participó en la pesca, buceando en apnea con Romanenko a una profundidad de 10 metros.

## Memoria
En 1977, el Museo Regional de Kaliningrado se transformó en el Museo Histórico y de Arte de Kaliningrado. El museo albergó una exposición sobre los habitantes más famosos de la región (incluida una exposición sobre el cosmonauta Yu. V. Romanenko)